# Перов, Александр Валентинович
Алекса́ндр Валенти́нович Перо́в (17 мая 1975, Вильянди, Эстонская ССР, СССР — 3 сентября 2004, Беслан, Северная Осетия — Алания, Россия) — российский военнослужащий, начальник оперативной группы 1-го отдела Управления «А» («Альфа») Центра специального назначения Федеральной службы безопасности Российской Федерации, майор, погибший при освобождении заложников во время теракта в Беслане. Посмертно был удостоен звания Героя Российской Федерации.

## Биография

### Детство
Александр Перов родился 17 мая 1975 года в городе Вильянди Эстонской ССР в семье кадрового офицера спецназа ГРУ полковника Перова Валентина Антоновича и его жены Зои Ивановны, экономиста городского государственного банка. Александр был вторым ребёнком в семье Перовых после старшего сына Алексея. Александр родился раньше положенного срока, в 7,5 месяцев, и весил 2400 г при росте в 45 см.
Летом 1977 года Валентина Антоновича перевели служить в город Череповец Вологодской области. Именно там прошло детство Александра и первый год школьного обучения, после чего его отца перевели в Москву в военную академию имени М. В. Фрунзе. В столице Перов поступил в среднюю общеобразовательную школу № 47. В то же время родители начали приобщать его к спорту, сначала отдав сына в школу настольного тенниса. Проходив около месяца, Александр сказал, что больше не пойдет, так как «тренер ругается». Тогда отец устроил сына в школу рукопашного боя, но Александр и там долго не задержался: тренер заставлял ещё не освоившего приёмы Перова бороться с более опытными ребятами.
Семья вновь переехала в 1985 году: Валентину Антоновичу выделили квартиру от академии, находившуюся на Каширском шоссе. Поэтому в 4-й класс Александр пошёл в новую школу № 937 в Орехово-Борисово: в третью за три года учёбы, но, как оказалось в итоге, ту, которую он окончил. Во время обучения там Перов всерьёз увлёкся лыжным спортом: ещё в 5-м классе он выполнил норматив 1-го взрослого разряда и впоследствии неоднократно занимал призовые места на первенствах Москвы, а также в течение четырёх лет принимал участие в «Лыжне России». Кроме того, следуя по стопам отца, Александр увлёкся спортивным ориентированием. Уже будучи военным, он не оставлял спорта и неоднократно становился призёром соревнований на первенствах ФСБ по лыжным гонкам, спортивному ориентированию и служебному двоеборью.

### Военное училище
Ещё учась в школе, Александр твёрдо решил стать военным. Зоя Ивановна Перова убеждала сына поступать в МИФИ, на базе которого находилась школа Олимпийского резерва, где занимался Александр. Её даже поддерживал отец, доказывая сыну, что престиж военного в стране падает. Однако Александр настоял на своём и в итоге поступил в Московское высшее военное командное училище, сдав экзамены за курсы на одни пятёрки.
Учился Перов с большим интересом и на «отлично». Весной 1994 года Александр начал заниматься рукопашным боем, сначала записавшись в клуб в ближайшем от училища гражданском учреждении. После того, как в училище была открыта секция рукопашного боя, Александр стал заниматься и в ней. Преподаватель Перова капитан Древко вспоминал, что Саша в секции занимался упорно и в скором времени добился хороших результатов, войдя в сборную команду училища и успешно выступая на различных соревнованиях. В частности, в 1995 году на первенстве Москвы среди клубов Перов занял почётное 3-е место, проиграв всего один бой.
Помимо этого, он по-прежнему находился в сборной команде училища по лыжам, защищая честь училища на различных первенствах, а также занимался бегом, спортивным ориентированием, стрельбой и другими видами спорта. Благодаря всесторонней подготовке Александр успешно защищал честь училища на соревнованиях по этим видам спорта, а на первенстве Вооружённых Сил по пятиборью (бег на 8 км, плавание на 50 метров, стрельба из автомата, гимнастика, полоса препятствий) также занял призовое место. 

### Служба в «Альфе»
В 1996 году, незадолго до выпускных экзаменов, в училище прибыла комиссия из Управления «А», которое нуждалось в квалифицированных кадрах. Из всех выпускников желание служить в «Альфе» изъявили всего 15 курсантов; среди них был и Александр. Всем кандидатам пришлось пройти тщательнейший отбор, в частности, тяжёлый экзамен на физподготовку, включавший трёхкилометровый кросс с нормативом в 10 минут, более 100 отжиманий от пола, более 20 подтягиваний на перекладине и боевой спарринг с опытным бойцом «Альфы». Помимо этого, проводился тест из 300 вопросов, на 90 % которых Александр ответил правильно при пропускном балле в 75 %. В итоге из 15 кандидатов в «Альфу» прошёл он один. Когда после экзамена его спросили, готов ли он отдать жизнь при спасении заложников, Александр ответил на вопрос утвердительно. После успешной сдачи государственных экзаменов (одна «четвёрка», все остальные предметы — на «отлично») Александр Перов был принят в престижное спецподразделение.
Служба в «Альфе» для Александра началась с должности младшего оперуполномоченного и заключалась в несении боевого дежурства с периодичностью 2-3 суток и боевой учёбе. Одной из главных задач было не только выучить меткого стрелка, хорошо владеющего приёмами рукопашного боя, но и, прежде всего, грамотного тактика, умеющего осознанно действовать в составе коллектива и быстро соображать во время боевой операции. В силу хорошей военной подготовки и отличного физического развития Александр меньше, чем за год овладел мастерством штурма автобусов, самолётов, отдельных квартир и зданий с целью освобождения заложников. За успехи в оперативной подготовке и добросовестное выполнение служебных обязанностей через год с небольшим Перова повысили в должности до оперуполномоченного, присвоив ему очередное воинское звание «старший лейтенант». В свободное от службы время Александр подрабатывал телохранителем крупных бизнесменов, так как государственной зарплаты было недостаточно.
В тот же период Александр женился на Жанне Игоревне Тимошиной, сыграв свадьбу 20 февраля 1999 года. Два года спустя у пары родился сын Вячеслав.
C 1999 года Александр стал неоднократно выезжать в служебные командировки на Северный Кавказ, где участвовал в сложных оперативно-боевых мероприятиях по пресечению актов терроризма, в ходе которых освоил минно-подрывное дело. Сослуживцы дали ему позывной «Пух», косвенно производную от фамилии, ибо с почти двухметровым Александром внешне это прозвище не ассоциировалось. В 2000 году Александр принимал участие в штурме села Комсомольское, в ходе которого ему пришлось прикрывать отход товарищей, а потом самому выходить под обстрелом боевиков.
Во время одной из командировок группа бойцов выехала на задание на бронетранспортёре, который подорвался на фугасе. В результате взрыва Перова сильно контузило и он стал плохо слышать на одно ухо, хотя родителям говорил, что уши болят от учебной стрельбы. Впоследствии Перов не раз оказывался в опасных ситуациях и неоднократно бывал под обстрелом, однако вторично травму головы получил в Москве в марте 2001 года во время столкновения с осетинскими бандитами, которые сначала создали аварийную ситуацию на дороге, а на возмутившегося Перова напали с бейсбольными битами. Бандиты были найдены и осуждены, а Александру долгое время пришлось лечиться от сотрясения мозга.

### Норд-Ост
26 октября 2002 года Александр Перов принимал участие в штурме Театрального центра на Дубровке, где 40 чеченских террористов во главе с Мовсаром Бараевым захватили в заложники более 900 зрителей мюзикла «Норд-Ост».
Во время штурма театра Перов и ещё пять бойцов спецназа действовали на самом сложном и опасном участке — в зрительном зале, где над сотнями заложников под потолком висела 50-килограммовая бомба. По плану Перов должен был подорвать металлическую дверь, которая выходила в оркестровую яму, но в ходе боя он решил этого не делать, опасаясь, что взрывом может задеть уже прорвавшихся в зал спецназовцев. Боевики, террористки-смертницы со взрывными устройствами и зрители были в полубессознательном состоянии от действия газа. Уничтожив боевиков и смертниц, бойцы приступили к эвакуации заложников и вшестером в течение 40 минут выносили людей, при этом находясь в полной боевой экипировке и противогазах. Александр успел вынести около 50 заложников, пока не прибыли сотрудники МЧС.
За операцию в «Норд-Осте» майор Перов был награждён «Орденом Мужества» и памятным знаком «За Норд-Ост».

### Беслан
1 сентября 2004 года вошло в историю как день, в который была совершена беспрецедентная по своей бесчеловечности террористическая акция: отряд боевиков захватил в заложники 1128 человек в школе № 1 в Беслане, Северная Осетия.
Александр Перов в это время находился со своим подразделением в Ханкале, куда вылетел 16 августа для участия в розыске и ликвидации боевиков, осуществивших нападение на город Назрань в июне того же года. Получив известие о захвате школы, оперативная группа «Альфы» немедленно вылетела на вертолётах в Беслан. Перову, как одному из командиров, было поручено определить места вокруг школы для пулемётчиков и снайперов и оборудовать для них огневые точки.
3 сентября началась вынужденная операция по освобождению заложников. Группе майора Перова предстояло зачистить угловое помещение здания на первом этаже, включавшее просторную столовую с подсобками, туалетом и моечной. При попытке проникновения в здание Александр получил ранение: отлетевшая от взрыва металлическая решётка ударила ему в ногу, раздробив кость. Несмотря на то, что бойцы хотели отнести его в машину скорой помощи, Перов категорически отказался покидать свою группу и продолжил выполнение боевой задачи, которая осложнялась жесточайшим сопротивлением бандитов, стрелявших из окон учебных классов второго и первого этажей. Тогда Перов принял решение проникнуть в здание с другой стороны, однако там из окон уже выпрыгивали заложники, и спецназ, встав под окна, начал выдергивать детей с подоконников на землю, продолжая отстреливаться от боевиков. Проникнув через окно в столовую, Перов лично застрелил одного из террористов; всего в ходе боя за столовую, продолжавшегося почти час, было убито восемь боевиков.
Позднее Александру Перову и его группе было приказано выдвинуться из столовой в коридор правого крыла здания и продолжить уничтожение находившихся в классах террористов. Сначала спецназовцам удалось без потерь зачистить четыре кабинета на правой стороне коридора, ликвидировав при этом двух боевиков; однако на входе в один из классов по левой стороне сослуживец Александра Олег Лоськов был смертельно ранен автоматной очередью. Перов оттащил Олега в начало коридора к лестнице, где с майором Вячеславом Маляровым и бойцами «Вымпела» Андреем Велько и Михаилом Кузнецовым стал оказывать помощь Лоськову. В этот момент выбежавший из пыли и мрака террорист шквальным огнём из автомата тяжело ранил обоих бойцов «Вымпела» и убил наповал майора Малярова. Перов попытался обороняться, но в автомате кончились патроны, и Александр получил сразу две пули в пах ниже бронежилета. Ещё один боец «Альфы» ранил боевика, но тот бросил гранату в столовую и скрылся в коридоре. Последним броском майор Перов успел отскочить в помещение столовой и прикрыл своим телом от осколков гранаты группу детей, которых ещё не успели эвакуировать. Подошедшие сотрудники МЧС оттащили Александра к окну, чтобы передать в машину скорой помощи, но Перов был уже мёртв.
Указом Президента России от 6 сентября 2004 года за мужество и героизм, проявленные при освобождении заложников, майору ФСБ Александру Перову было посмертно присвоено звание Героя Российской Федерации.
Александр Перов был похоронен 7 сентября 2004 года на Николо-Архангельском кладбище в районе Новокосино г. Москвы.

## Память

Могила Перова на Николо-Архангельском кладбище Москвы.

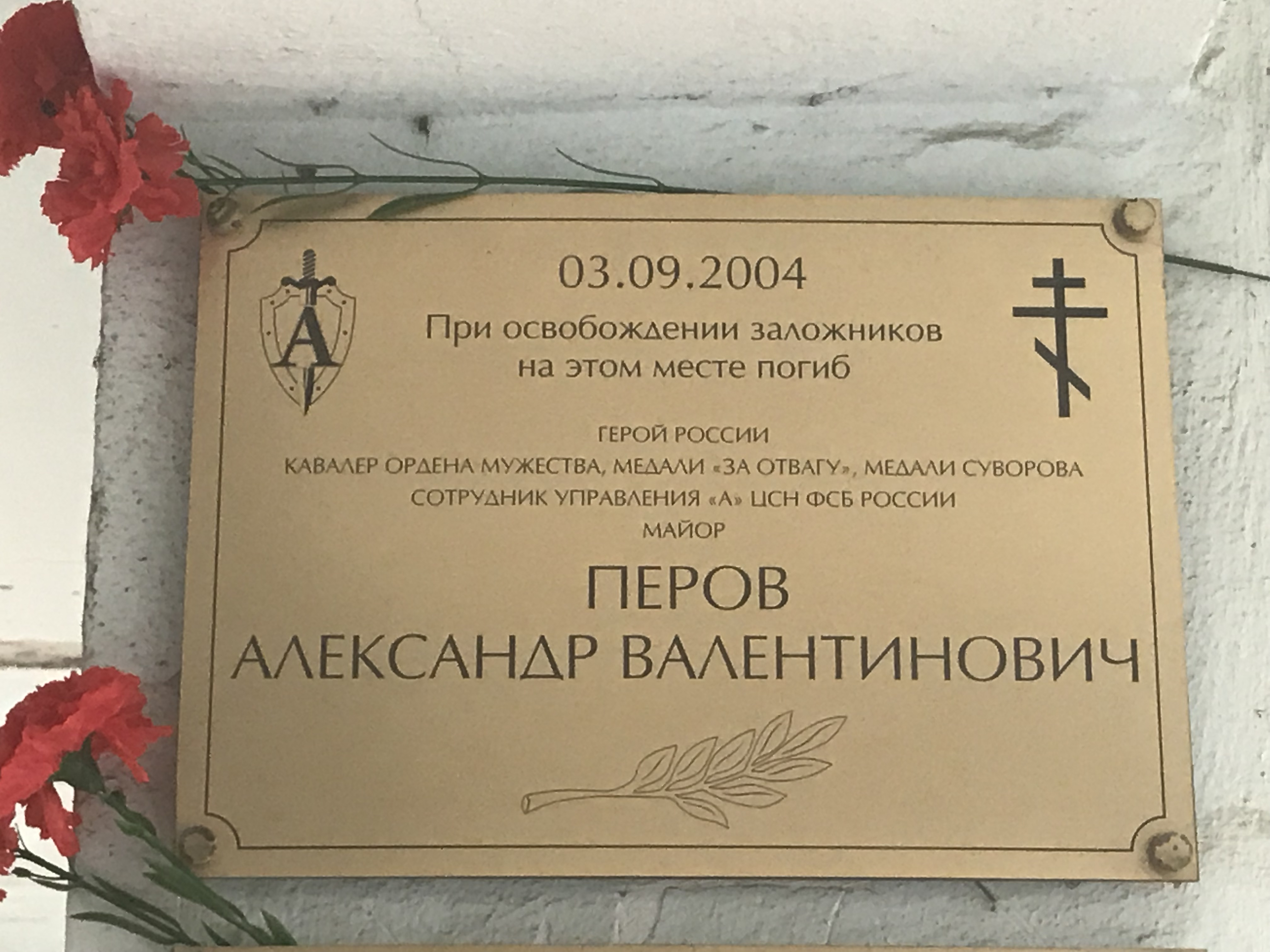
Мемориальная доска на месте гибели Александра Перова в столовой школы № 1 в Беслане.

19 мая 2006 года на базе столичной общеобразовательной школы № 937 Южного административного округа был открыт музей памяти Александра Перова. Также в школе № 937 учреждена премия Александра Перова за лучшую творческую работу и проводится фестиваль спортивных достижений его имени, в котором участвуют все классы, начиная с 1-го. 3 августа 2007 года распоряжением правительства города Москвы этому учебному заведению было официально присвоено имя героя. Ранее, 12 мая 2005 года, решением руководства Управления «А» Центра специального назначения ФСБ России и Ассоциации ветеранов подразделения антитеррора «Альфа» имя Героя России майора Александра Перова было присвоено Военно-патриотическому молодёжному объединению «Воин» (Челябинск).
В деревне Михаленино Нижегородской области, где Александр Перов провёл свои детские годы, одна из улиц была названа в его честь.
В районном центре Варнавино в парке Славы установлен памятный щит Александра Перова рядом с Героями Советского Союза района периода Великой Отечественной войны. В память об Александре ежегодно проводится межрайонный шахматный турнир в Варнавине, соревнование по лыжам в Москве, а также посажено дерево в Аллее Героев на 41-м километре от Москвы по Волоколамскому шоссе.
В 2010 году был снят документальный фильм «Памяти Героя России Александра Перова», повествующий о жизни Перова, а в ноябре 2011 года состоялась презентация книги Алексея Пряшникова «Герой нашего времени». Книга является документальной повестью, которая описывает жизненный путь Александра Перова. В феврале 2011 года по Горьковской железной дороге в Нижегородской области начал курсировать электропоезд ЭД9МК-0167 «Герой России Александр Перов».

## Награды и звания
- Герой Российской Федерации (6 сентября 2004, посмертно)[1];
- Орден Мужества[1];
- Медаль «За отвагу»[1];
- Медаль Суворова[1];
- Медаль «За отличие в специальных операциях»[3];
- Медаль «За отличие в военной службе 3 степени»[3];
- Медаль «За совершение невозможного» (Ассоциация ветеранов подразделений специального назначения "Братство «краповых беретов» «Витязь»)[16];
- Памятный знак «За службу на Кавказе»[16];
- Памятный знак «Норд-Ост»[16];
- Знак Центра специального назначения (ЦСН)[3];
- Знак «За отличие в специальных операциях»[3].